# Fussballclub Wettswil-Bonstetten 2022-2023
Questa voce raccoglie le informazioni riguardanti il Fussballclub Wettswil-Bonstetten nelle competizioni ufficiali della stagione 2022-2023.

## Stagione
Nella stagione 2022-2023 il Wettswil-Bonstetten, allenato da Sergio Colacino, concluse il campionato di Prima Lega al 4º posto. In Coppa Svizzera il Wettswil-Bonstetten fu eliminato al primo turno dal Grasshoppers.

## Rosa
| N. |                     | Ruolo | Calciatore          |
| -- | ------------------- | ----- | ------------------- |
| 1  | Svizzera (bandiera) | P     | Alexis Rüegg        |
| 2  | Svizzera (bandiera) | D     | Claudius Brüniger   |
| 3  | Svizzera (bandiera) | D     | Luca Rüegger        |
| 4  | Svizzera (bandiera) | D     | David Brunner       |
| 5  | Svizzera (bandiera) | D     | Luca Studer         |
| 6  | Svizzera (bandiera) | C     | Nicolas Schneebeli  |
| 7  | Svizzera (bandiera) | C     | Marc Figueiredo     |
| 8  | Svizzera (bandiera) | C     | Nicola Peter        |
| 9  | Svizzera (bandiera) | A     | Roman Herger        |
| 10 | Svizzera (bandiera) | C     | Dejan Miljković     |
| 11 | Svizzera (bandiera) | A     | Simon Mesonero      |
| 12 | Svizzera (bandiera) | A     | Gabriel Di Battista |
| 13 | Svizzera (bandiera) | D     | Gérard Sigg         |
| 14 | Svizzera (bandiera) | D     | Yannick Waser       |
| 15 | Svizzera (bandiera) | C     | Giulian Medaglia    |

| N. |                     | Ruolo | Calciatore          |
| -- | ------------------- | ----- | ------------------- |
| 16 | Svizzera (bandiera) | C     | Flavio Peter        |
| 17 | Svizzera (bandiera) | A     | Noah Boakye         |
| 18 | Svizzera (bandiera) | C     | Janick Hager        |
| 20 | Svizzera (bandiera) | D     | Claudio Thalmann    |
| 23 | Svizzera (bandiera) | D     | Ramon Roth          |
| 24 | Svizzera (bandiera) | C     | Chamba Yondhen      |
| 24 | Svizzera (bandiera) | A     | Brian Bellis        |
| 25 | Angola (bandiera)   | C     | Valdimiro Quinjinca |
|    | Svizzera (bandiera) | P     | Christian Meili     |
|    | Svizzera (bandiera) | P     | Janis Raschle       |
|    | Svizzera (bandiera) | P     | Andrin Roth         |
|    | Svizzera (bandiera) | P     | Luca Thaler         |
|    | Svizzera (bandiera) | D     | Kay Hodel           |
|    | Svizzera (bandiera) | A     | Kayan Wetzel        |

## Organigramma societario
Area tecnica
- Allenatore: Sergio Colacino
- Allenatore in seconda:
- Preparatore dei portieri:
- Preparatori atletici:

## Calciomercato

### Sessione estiva
| Acquisti | Acquisti         | Acquisti      | Acquisti |
| R.       | Nome             | da            | Modalità |
| -------- | ---------------- | ------------- | -------- |
| C        | Giulian Medaglia | Kosova Zurigo |          |
| A        | Noah Boakye      | Thalwil       |          |
| A        | Roman Herger     | Baden         |          |
| D        | Gérard Sigg      | Thalwil       |          |
| D        | Yannick Waser    | Wohlen        |          |

| Cessioni | Cessioni         | Cessioni      | Cessioni |
| R.       | Nome             | a             | Modalità |
| -------- | ---------------- | ------------- | -------- |
| A        | Miloš Grujičić   | YF Juventus   |          |
| C        | Ronnie Aeberli   | Linth 04      |          |
| A        | Noah Bachmann    | Muri          |          |
| C        | Roman Heini      | YF Juventus   |          |
| C        | Mijo Jakovljevic | Zurigo II     |          |
| A        | Jak Mesto        | Winterthur II |          |

### Sessione invernale
| Acquisti | Acquisti            | Acquisti      | Acquisti |
| R.       | Nome                | da            | Modalità |
| -------- | ------------------- | ------------- | -------- |
| C        | Valdimiro Quinjinca | Kosova Zurigo |          |

| Cessioni | Cessioni | Cessioni | Cessioni |
| R.       | Nome     | a        | Modalità |
| -------- | -------- | -------- | -------- |

## Risultati

### Prima Lega

#### andata
| Wettswil 6 agosto 2022, ore 16:00 CEST 1ª giornata                            | Wettswil-Bonstetten | 1 – 3 referto                    | Lugano II | Sportplatz Moos (160 spett.) |
| \| \| \| \| \| Herger 85’ \| Marcatori \| 8’ Marc 60’ Batbout 76’ de Jesus \| |                     |                                  |           |                              |
|                                                                               |                     |                                  |           |                              |
| Herger 85’                                                                    | Marcatori           | 8’ Marc 60’ Batbout 76’ de Jesus |           |                              |

| Näfels 13 agosto 2022, ore 16:00 CEST 2ª giornata                                  | Linth 04  | 2 – 3 referto                   | Wettswil-Bonstetten | Linth-Arena (188 spett.) |
| \| \| \| \| \| Pereira 21’, 66’ \| Marcatori \| 41’ (rig.), 49’ Peter 72’ Hager \| |           |                                 |                     |                          |
|                                                                                    |           |                                 |                     |                          |
| Pereira 21’, 66’                                                                   | Marcatori | 41’ (rig.), 49’ Peter 72’ Hager |                     |                          |

| Wettswil 31 agosto 2022, ore 20:00 CEST 3ª giornata              | Wettswil-Bonstetten | 2 – 1 referto | Kosova Zurigo | Sportplatz Moos |
| \| \| \| \| \| Peter 39’ Herger 52’ \| Marcatori \| 60’ Dushi \| |                     |               |               |                 |
|                                                                  |                     |               |               |                 |
| Peter 39’ Herger 52’                                             | Marcatori           | 60’ Dushi     |               |                 |

| Eschen 27 agosto 2022, ore 16:00 CEST 4ª giornata                               | Eschen/Mauren | 3 – 2 referto        | Wettswil-Bonstetten | Sportpark Eschen (200 spett.) |
| \| \| \| \| \| Mujic 26’, 74’ Meier 69’ \| Marcatori \| 10’ Peter 57’ Studer \| |               |                      |                     |                               |
|                                                                                 |               |                      |                     |                               |
| Mujic 26’, 74’ Meier 69’                                                        | Marcatori     | 10’ Peter 57’ Studer |                     |                               |

| Wettswil 3 settembre 2022, ore 16:00 CEST 5ª giornata                                    | Wettswil-Bonstetten | 3 – 2 referto      | Winterthur II | Sportplatz Moos |
| \| \| \| \| \| Herger 31’ Peter 34’ Schneebeli 48’ \| Marcatori \| 7’, 16’ Chiappetta \| |                     |                    |               |                 |
|                                                                                          |                     |                    |               |                 |
| Herger 31’ Peter 34’ Schneebeli 48’                                                      | Marcatori           | 7’, 16’ Chiappetta |               |                 |

| Torricella-Taverne 10 settembre 2022, ore 17:00 CEST 6ª giornata | Taverne | 0 – 0 referto | Wettswil-Bonstetten | Campo comunale Taverne |

| Wettswil 17 settembre 2022, ore 16:00 CEST 7ª giornata     | Wettswil-Bonstetten | 2 – 0 referto | Grasshoppers II | Sportplatz Moos |
| \| \| \| \| \| Figueiredo 10’ Waser 23’ \| Marcatori \| \| |                     |               |                 |                 |
|                                                            |                     |               |                 |                 |
| Figueiredo 10’ Waser 23’                                   | Marcatori           |               |                 |                 |

| Tuggen 24 settembre 2022, ore 16:00 CEST 8ª giornata   | Tuggen    | 0 – 2 referto        | Wettswil-Bonstetten | Sportplatz Linthstrasse |
| \| \| \| \| \| \| Marcatori \| 53’ Waser 61’ Herger \| |           |                      |                     |                         |
|                                                        |           |                      |                     |                         |
|                                                        | Marcatori | 53’ Waser 61’ Herger |                     |                         |

| Wettswil 1º ottobre 2022, ore 16:00 CEST 9ª giornata                  | Wettswil-Bonstetten | 3 – 0 referto | Weesen | Sportplatz Moos |
| \| \| \| \| \| Figueiredo 11’ Peter 17’ Herger 43’ \| Marcatori \| \| |                     |               |        |                 |
|                                                                       |                     |               |        |                 |
| Figueiredo 11’ Peter 17’ Herger 43’                                   | Marcatori           |               |        |                 |

| Kreuzlingen 8 ottobre 2022, ore 16:00 CEST 10ª giornata | Kreuzlingen | 0 – 1 referto | Wettswil-Bonstetten | Sportplatz Hafenareal |
| \| \| \| \| \| \| Marcatori \| 20’ Studer \|            |             |               |                     |                       |
|                                                         |             |               |                     |                       |
|                                                         | Marcatori   | 20’ Studer    |                     |                       |

| Wettswil 15 ottobre 2022, ore 16:00 CEST 11ª giornata                     | Wettswil-Bonstetten | 2 – 2 referto           | Uzwil | Sportplatz Moos |
| \| \| \| \| \| Herger 15’, 37’ \| Marcatori \| 65’ Hajrović 69’ Cengiz \| |                     |                         |       |                 |
|                                                                           |                     |                         |       |                 |
| Herger 15’, 37’                                                           | Marcatori           | 65’ Hajrović 69’ Cengiz |       |                 |

| Gossau 29 ottobre 2022, ore 16:00 CEST 12ª giornata                    | Gossau    | 0 – 4 referto                        | Wettswil-Bonstetten | Sportanlage Buechenwald (250 spett.) |
| \| \| \| \| \| \| Marcatori \| 55’, 67’ Peter 61’ Herger 73’ Studer \| |           |                                      |                     |                                      |
|                                                                        |           |                                      |                     |                                      |
|                                                                        | Marcatori | 55’, 67’ Peter 61’ Herger 73’ Studer |                     |                                      |

| Wettswil 5 novembre 2022, ore 16:00 CET 13ª giornata | Wettswil-Bonstetten | 0 – 0 referto | Paradiso | Sportplatz Moos |

| Freienbach 12 novembre 2022, ore 16:00 CET 14ª giornata | Freienbach | 0 – 0 referto | Wettswil-Bonstetten | Sportanlage Chrummen |

| Wettswil 19 novembre 2022, ore 16:00 CET 15ª giornata | Wettswil-Bonstetten | 1 – 0 referto | Höngg | Sportplatz Moos |
| \| \| \| \| \| Herger 67’ \| Marcatori \| \|          |                     |               |       |                 |
|                                                       |                     |               |       |                 |
| Herger 67’                                            | Marcatori           |               |       |                 |

#### ritorno
| Canobbio 26 novembre 2022, ore 17:00 CET 16ª giornata | Lugano II | 1 – 0 referto | Wettswil-Bonstetten | Centro sportivo Al Maglio |
| \| \| \| \| \| De Queiroz 64’ \| Marcatori \| \|      |           |               |                     |                           |
|                                                       |           |               |                     |                           |
| De Queiroz 64’                                        | Marcatori |               |                     |                           |

| Wettswil 25 febbraio 2023, ore 16:00 CET 17ª giornata | Wettswil-Bonstetten | 2 – 0 referto | Linth 04 | Sportplatz Moos |
| \| \| \| \| \| Peter 77’, 85’ \| Marcatori \| \|      |                     |               |          |                 |
|                                                       |                     |               |          |                 |
| Peter 77’, 85’                                        | Marcatori           |               |          |                 |

| Zurigo 5 marzo 2023, ore 16:00 CET 18ª giornata        | Kosova Zurigo | 2 – 0 referto | Wettswil-Bonstetten | Juchhof 1 |
| \| \| \| \| \| Ajeti 40’ Haziri 75’ \| Marcatori \| \| |               |               |                     |           |
|                                                        |               |               |                     |           |
| Ajeti 40’ Haziri 75’                                   | Marcatori     |               |                     |           |

| Wettswil 11 marzo 2023, ore 16:00 CET 19ª giornata | Wettswil-Bonstetten | 1 – 0 referto | Eschen/Mauren | Sportplatz Moos |
| \| \| \| \| \| Boakye 35’ \| Marcatori \| \|       |                     |               |               |                 |
|                                                    |                     |               |               |                 |
| Boakye 35’                                         | Marcatori           |               |               |                 |

| Winterthur 18 marzo 2023, ore 16:00 CET 20ª giornata | Winterthur II | 1 – 0 referto | Wettswil-Bonstetten | Stadion Schützenwiese |
| \| \| \| \| \| Vögele 53’ \| Marcatori \| \|         |               |               |                     |                       |
|                                                      |               |               |                     |                       |
| Vögele 53’                                           | Marcatori     |               |                     |                       |

| Wettswil 12 aprile 2023, ore 20:00 CEST 21ª giornata                                                 | Wettswil-Bonstetten | 6 – 0 referto | Taverne | Sportplatz Moos |
| \| \| \| \| \| Rüegger 19’ Hager 21’ Miljković 45’ Schneebeli 55’ Boakye 82’, 90’ \| Marcatori \| \| |                     |               |         |                 |
| |                     |               |         |                 |
| Rüegger 19’ Hager 21’ Miljković 45’ Schneebeli 55’ Boakye 82’, 90’                                   | Marcatori           |               |         |                 |

| Niederhasli 1º aprile 2023, ore 17:00 CEST 22ª giornata | Grasshoppers II | 0 – 0 referto | Wettswil-Bonstetten | GC Campus AG |

| Wettswil 5 aprile 2023, ore 20:00 CEST 23ª giornata | Wettswil-Bonstetten | 0 – 0 referto | Tuggen | Sportplatz Moos |

| Weesen 15 aprile 2023, ore 17:30 CEST 24ª giornata | Weesen | 0 – 0 referto | Wettswil-Bonstetten | Sportplatz Moos |

| Wettswil 22 aprile 2023, ore 16:00 CEST 25ª giornata                                   | Wettswil-Bonstetten | 4 – 1 referto | Kreuzlingen | Sportplatz Moos |
| \| \| \| \| \| Hager 17’ Schneebeli 37’, 62’ Studer 59’ \| Marcatori \| 40’ Özcelik \| |                     |               |             |                 |
|                                                                                        |                     |               |             |                 |
| Hager 17’ Schneebeli 37’, 62’ Studer 59’                                               | Marcatori           | 40’ Özcelik   |             |                 |

| Uzwil 29 aprile 2023, ore 16:00 CEST 26ª giornata | Uzwil | 0 – 0 referto | Wettswil-Bonstetten | Sportanlage Rüti |

| 6 maggio 2023, ore 16:00 CEST 27ª giornata | Wettswil-Bonstetten | 1 – 1 | Gossau |  |

| 14 maggio 2023, ore 16:00 CEST 28ª giornata | Paradiso | 1 – 1 | Wettswil-Bonstetten |  |

| 20 maggio 2023, ore 16:00 CEST 29ª giornata | Wettswil-Bonstetten | 2 – 1 | Freienbach |  |

| 27 maggio 2023, ore 16:00 CEST 30ª giornata | Höngg | 2 – 1 | Wettswil-Bonstetten |  |

### Coppa Svizzera
| Arbitro: | San |

|  |           |                                               |
|  | Marcatori | 23’ Momoh 40’ (rig.) Pusic 70’, 87’ Schettine |

## Statistiche

### Statistiche di squadra
| Competizione   | Punti | In casa | In casa | In casa | In casa | In casa | In casa | In trasferta | In trasferta | In trasferta | In trasferta | In trasferta | In trasferta | Totale | Totale | Totale | Totale | Totale | Totale | DR  |
| Competizione   | Punti | G       | V       | N       | P       | Gf      | Gs      | G            | V            | N            | P            | Gf           | Gs           | G      | V      | N      | P      | Gf     | Gs     | DR  |
| -------------- | ----- | ------- | ------- | ------- | ------- | ------- | ------- | ------------ | ------------ | ------------ | ------------ | ------------ | ------------ | ------ | ------ | ------ | ------ | ------ | ------ | --- |
| Prima Lega     | 52    | 15      | 10      | 4       | 1       | 30      | 11      | 15           | 4            | 6            | 5            | 14           | 12           | 30     | 14     | 10     | 6      | 44     | 23     | +21 |
| Coppa Svizzera | -     | 1       | 0       | 0       | 1       | 0       | 4       | 0            | 0            | 0            | 0            | 0            | 0            | 1      | 0      | 0      | 1      | 0      | 4      | -4  |
| Totale         | 52    | 16      | 10      | 4       | 2       | 30      | 15      | 15           | 4            | 6            | 5            | 14           | 12           | 31     | 14     | 10     | 7      | 44     | 27     | +17 |

### Andamento in campionato
| Giornata  | 1  | 2 | 3 | 4 | 5 | 6 | 7 | 8 | 9 | 10 | 11 | 12 | 13 | 14 | 15 | 16 | 17 | 18 | 19 | 20 | 21 | 22 | 23 | 24 | 25 | 26 | 27 | 28 | 29 | 30 |
| --------- | -- | - | - | - | - | - | - | - | - | -- | -- | -- | -- | -- | -- | -- | -- | -- | -- | -- | -- | -- | -- | -- | -- | -- | -- | -- | -- | -- |
| Luogo     | C  | T | C | T | C | T | C | T | C | T  | C  | T  | C  | T  | C  | T  | C  | T  | C  | T  | C  | T  | C  | T  | C  | T  | C  | T  | C  | T  |
| Risultato | P  | V | V | P | V | N | V | V | V | V  | N  | V  | N  | N  | V  | P  | V  | P  | V  | P  | V  | N  | N  | N  | V  | N  | N  | N  | V  | P  |
| Posizione | 14 | 8 | 6 | 9 | 5 | 7 | 5 | 5 | 4 | 3  | 3  | 2  | 3  | 3  | 4  | 4  | 3  | 3  | 3  | 4  | 3  | 3  | 3  | 3  | 3  | 4  | 4  | 4  | 4  | 4  |

Legenda:

Luogo: C = Casa; T = Trasferta. Risultato: V = Vittoria; N = Pareggio; P = Sconfitta.